# Шалаева, Мария Александровна
Мари́я Алекса́ндровна Шала́ева (род. 15 марта 1981, Москва, СССР) — российская актриса и режиссёр.

## Биография
Сразу после окончания школы поступила на актёрский факультет ВГИКа, однако после второго курса была отчислена. Тем не менее продолжила свою актёрскую карьеру. Мария Шалаева снялась более чем в десяти фильмах и сериалах, в том числе в фильмах «Пер-р-рвокурсница», «Маша», «Русалка», «Нирвана», также снималась в телерекламе.
В 2022 году покинула Россию. С августа 2025 года работает таксистом в Париже.

## Личная жизнь
Встречалась с оператором Даниилом Гуревичем до момента его гибели на съёмках фильма «Связной».
Затем состояла в отношениях с актёром Дмитрием Шевченко. В 2005 году у них родился сын Нестор.
С 2009 года замужем за композитором Иваном Лубенниковым. В 2010 году у пары родилась дочь Евдокия.

## Фильмография

### Актриса
- 2002 — Пер-р-рвокурсница — Катя
- 2002 — Связной (не завершён)
- 2003 — Убойная сила (сезон 5), 7 серия — Катя Короткова
- 2003 — Одиссея 1989 — «Чебурашка»
- 2003 — Фейерверк — Марина Сторожеева
- 2003 — Бумер — девушка в телефонной будке
- 2003 — Марш-бросок — Ира, подруга Маши
- 2004 — Повелитель эфира — Динка
- 2004 — Маша — Маша
- 2004 — Карусель — Соня
- 2005 — Ночной продавец — девушка Дани
- 2006 — Вы не оставите меня — Жанна
- 2006 — Кошачий вальс — Люся-Сандра
- 2007 — Русалка — Алиса
- 2007 — Иное
- 2008 — Братья Карамазовы — Лиза Хохлакова
- 2008 — Месть — Полина, дочь Нины
- 2008 — Нирвана — Вэл
- 2009 — Я — Чера
- 2009 — Весельчаки — Сашенька
- 2009 — Невеста любой ценой — Карина
- 2009 — Тесные врата — Лена
- 2012 — Диалоги
- 2012 — Мамы (новелла «Операция „М“») — повар босса
- 2012 — Я буду рядом — Инна
- 2012 — Жанна
- 2012 — Праздник взаперти — Настя Кедрова
- 2013 — Женщины на грани — Тоня Шаркова
- 2013 — Друзья друзей — девушка в секс-шопе (в титрах не указана)
- 2014 — Бесы — Марья Тимофеевна Лебядкина
- 2014 — Федька — няня Тошка
- 2014 — Скорый «Москва — Россия» — продавец семечек
- 2015 — Красные браслеты — Юля
- 2015 — Озабоченные, или Любовь зла — Александра Гвоздикова
- 2015 — Родина — Юлия Лаар
- 2015 — Без границ — Мария
- 2015 — Про любовь — Лена
- 2017 — Про любовь. Только для взрослых — хозяйка кафе
- 2017 — Доктор Рихтер — сестра Сергия
- 2017 — Заложники — бортпроводница Вера
- 2018 — Дорога из жёлтого кирпича — Варя
- 2019 — Любовницы — Сима
- 2019 — Магомаев — Толмутова, композитор
- 2019 — Гроза — Феклуша, звезда телепроекта «Битва экстрасенсов»
- 2019 — Бихэппи — Оксана Леонова
- 2020 — Фея — Алиса
- 2020 — Училки в законе — Катерина
- 2020 — Беспринципные — Алёна
- 2021 — Кто-нибудь видел мою девчонку? — Лиза
- 2021 — В активном поиске — Алевтина
- 2022 — День слепого Валентина — Инна
- 2022 — Скрытые мотивы — Лера
- 2023 — Клипмейкеры — Тоня Водкина

### Озвучивание мультфильмов
- 2017 — Садко — Княжна Настенька

### Режиссёр
- «Развод» (короткий метр)[2];
- 2022 — Синдром жизни[6]

## Награды и номинации
- 2007 — кинофестиваль «Кинотавр» — приз за лучшую женскую роль (фильм «Русалка»).
- 2008 — премия «Ника» за лучшую женскую роль (фильм «Русалка»).
- 2012 — премия кинокритики и кинопрессы «Белый слон» за лучшую главную женскую роль в фильме «Я буду рядом»[7].
- 2013 — номинация на премию «Ника» за Лучшую женскую роль (фильм «Я буду рядом»).